# Indië-monument (Belfeld)
Het Indië-monument in Belfeld is een herdenkingsmonument voor de Belfeldse militairen die gesneuveld zijn in Nederlands-Indië. Het monument is vervaardigd door de Tegelse beeldhouwer Hub Hendriks. Hij was leerling van de Nijmeegse kunstenaar Albert Meertens. Het monument staat in het Burgemeester Harbersplantsoen aan de Irenelaan in Belfeld. Het beeld werd onthuld op 11 april 1953. Daarmee is het monument het eerste Indië monument van Nederland.

## Ontstaansgeschiedenis
De Vereniging van Belfeldse Oud-Indiëvaarders gaf opdracht tot het vervaardigen van het monument. Zij hadden de vergunning aangevraagd bij het Ministerie van Onderwijs, Kunsten en Wetenschappen. Het ministerie gaf haar goedkeuring voor de vergunning op 12 april 1952. Het monument is opgericht ter herinnering aan drie militairen uit Belfeld die sneuvelden in het toenmalige Nederlands-Indië. De gesneuvelde militairen waren P.A. Peeters, P.H. Peulen, en M.J. Smeets. Hun namen zijn opgenomen in de tekst op het voetstuk.  In totaal zijn er 30 Belfeldse militairen uitgezonden naar Nederlands-Indië om deel te nemen aan de politionele acties. Op de dag van de onthulling werd er ’s ochtends eerst een heilige mis gehouden voor de drie slachtoffers. In de middag was er een bijeenkomst op de markt. Hiervandaan trok een stoet in de richting van het monument. Bij de ceremonie waren de Oud-Indiëvaarders, diens voorzitter de heer K. Witteveen, de Regimentscommandant van de Limburgse Jagers en het burgemeestersechtpaar Van Rijckevorsel aanwezig. Het monument werd om half vier ’s middags plechtig onthuld door mevrouw Van Rijckevorsel. De onthulling werd gevolgd door het leggen van een krans en een minuut stilte. Daarna kregen 13 Belfeldse militairen de onderscheiding van Orde en Vrede uitgereikt door de burgemeester. Sinds de onthulling zijn er aan het monument zelf geen aanpassingen meer gedaan. Wel is er later bij het monument nog een vlaggenmast geplaatst.

## Vormgeving
Het beeld geeft twee mannenfiguren weer. Een van de mannen is een gesneuvelde militair met een ontbloot bovenlichaam. Hij ligt in de armen van zijn medestrijder. Het beeld  komt niet geheel overeen met de originele tekening die bij de vergunning was opgestuurd. Op deze tekening had de gesneuvelde soldaat geen ontbloot bovenlichaam en zagen enkele verfraaiingen er anders uit. Het beeld zelf is 1 meter en 60 centimeter hoog. Met het voetstuk erbij bedraagt de totale lengte van het monument zo’n drie meter. Aan de vier zijden van het voetstuk zijn verschillende motieven aangebracht: het gemeentewapen van Belfeld, het provinciewapen van Limburg, het wapen van Nederland en het contour van de Indonesische eilandengroep. Op het voetstuk staat de volgende tekst: “Zij streden voor orde en vrede”.

## Andere thema's en bijzonderheden rondom het monument
Met de Nationale Dodenherdenking op 4 mei heeft het monument een centrale rol. Bij deze herdenkingen voor de oorlogsslachtoffers zijn verschillende organisaties en verenigingen van Belfeld betrokken. Daarnaast wordt er door een wethouder van de gemeente Venlo een krans gelegd om de oorlogsslachtoffers te herdenken.
Het beeld is in 1986 gerestaureerd door Hub Hendriks. Hiervoor werd er geld vrijgemaakt door de gemeente Belfeld.